# 劉光華 (立法委員)
劉光華（1943年9月19日—），中華民國（台灣）公共行政學家、政治人物，曾代表中國國民黨以全國不分區當選為第二、三、四屆立法委員。